# Lusitânia (revista católica)
Lusitânia: revista católica mensal publicou-se no Porto entre janeiro e dezembro de 1914 tendo como responsáveis editoriais Francisco de Sousa Gomes Velloso  e doutor Manuel Gonçalves Cerejeira (mais tarde cardeal Cerejeira). A sua proposta consistia em colaborar na reconstrução religiosa do país: defendiam uma reorganização da igreja livre de influências externas, que abrangesse o maior número de pessoas possível de entre toda a população e de todas as classes. Propõem ainda  multidisciplinaridade de conteúdos desde a religião à filosofia e aos vários ramos das ciências positivas. Colaboram nesta revista: Agostinho de Jesus e Sousa, António Barbosa Leão, Alberto Pinheiro Torres, António Bento Martins Júnior, António de Oliveira Salazar, Augusto Eduardo Nunes, Domingos Pinto Coelho, Emilio Huon, Ferreira da Silva, Fortunato de Almeida, Gomes Leal, João Franco Monteiro, José de Almeida Correia, José Manuel de Noronha, Júlio de Castilho e Juvenal de Araújo entre outros.